# 少年トレチア
『少年トレチア』（しょうねんとれちあ）は、津原泰水の小説。2002年1月に講談社より単行本、2005年2月に集英社より文庫が刊行された。
長らく絶版となっていたが、2020年4月、早川書房ハヤカワ文庫JAから再刊された。
四六判、ハヤカワ文庫版の装画は七戸優、装丁は松木美紀。集英社文庫版の挿画は萩尾望都、AD松木美紀。

## あらすじ
世紀末。新興団地「緋沼サテライト」で、謎の少年「トレチア」の噂が囁かれるようになる。
サテライトで育った青年たちは、都市伝説じみた風聞に恐怖する。「トレチア」とは彼らが幼い頃、過激でインモラルな悪戯の言い訳としてでっち上げた架空の存在である筈だったのだ。

## エピソード
- そもそもは角川書店から四六判として刊行される予定で着手されたが、四六判ではなく角川ホラー文庫に入れたいと角川書店側から依頼の変更があり、折り合わずに講談社から刊行されることとなった。この際に著者が角川書店に初版50000部を要求したという噂が存在するが、これはガセであると著者は主張している[2]。
- 文庫化の際に集英社に移動したのは、講談社文庫の路線変更によるとされる[3]。
- 四六判の装画は2パターン存在する。amazonなどの書影として用いられているものは回収されたものの装画であり、30部程度しか存在しない。回収は、同時期発売の無関係な書籍と装画が重複したことによる[4]。
- 集英社文庫版の装画、解説は萩尾望都。萩尾が津原の愛読者であったことから、津原へ文庫版『残酷な神が支配する』の解説が依頼されたことに端を発する。
- 第56回日本推理作家協会賞長編、連作短編集部門候補。落選は井上ひさしの反対による[5][6]。

## 書籍情報
- 『少年トレチア』講談社／単行本／2002年1月 ISBN 978-4062108096
- 『少年トレチア』集英社／文庫／2005年2月 ISBN 978-4087477894
- 『少年トレチア』早川書房／文庫／2020年4月 ISBN 978-4150314231